# لئو کوپر
لئو کوپر (انگلیسی: Leo Kuper; ۲۴ نوامبر ۱۹۰۴ – ۲۳ مهٔ ۱۹۹۴) دانشمند در زمینه قانون اهل آفریقای جنوبی بود.